# Улица Фёдора Полетаева
Улица Фёдора Полета́ева расположена в Юго-Восточном административном округе города Москвы на территории района Кузьминки и Рязанского района. Нумерация домов ведётся от Окской улицы.

## История
Названа в 1964 году в честь солдата Ф. А. Полетаева — Героя Советского Союза и Национального героя Италии, родившегося в Рязанской губернии. Одна из улиц Генуи также носит соответствующее имя.

## Расположение
Улица Фёдора Полетаева начинается от Окской улицы и идёт на юго-восток. С северо-востока к нему примыкает Мещёрский переулок, далее по ходу движения улица пересекает Зеленодольскую улицу. В месте, где с юга к улице примыкает Есенинский бульвар, улица меняет направление на восточно-юго-восточное. Улица заканчивается, упираясь в улицу Академика Скрябина.

## Примечательные сооружения
На пересечении с Есенинским бульваром установлен памятник Фёдору Полетаеву. Представляет собой бюст, стоящий на колонне с высеченным именем и фамилией, и полированную плиту с фамилией, именем, отчеством, годами жизни, званиями и кратким описанием подвига. Все части монумента изготовлены из красного гранита.

## Транспорт

### Автобус
731: 138-й квартал Выхина — метро Текстильщики
115: 138-й квартал Выхина — метро Кузьминки

### Метро
- Станция метро «Кузьминки» Таганско-Краснопресненской линии — в 1,1 км на юго-запад от пересечения с Зеленодольской улицей.
- Станция метро «Рязанский проспект» Таганско-Краснопресненской линии — в 1,2 км на север от пересечения с улицей Академика Скрябина.
- Станция метро Окская Некрасовской линии в 400 м от пересечения с Окской улицей.

## Сквер

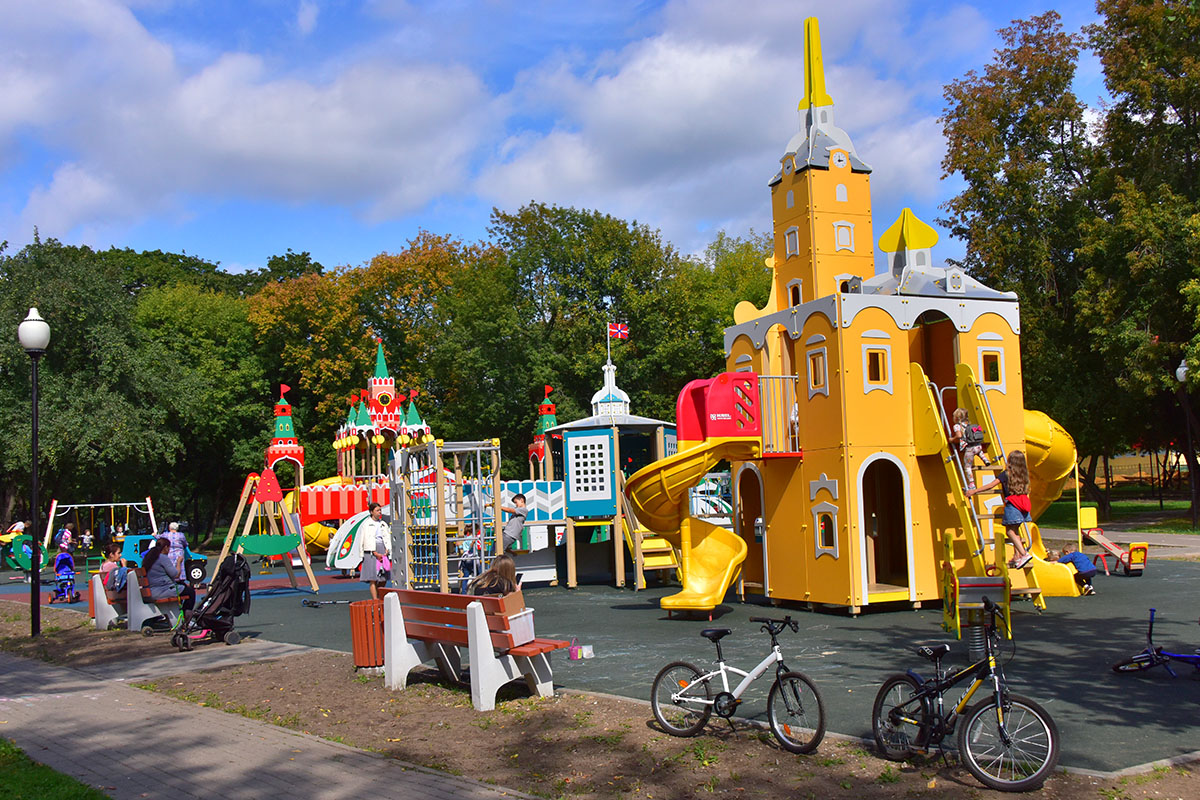
Сквер им. Федора Полетаева на улице Федора Полетаева (2019 г.)

На улице Федора Полетаева расположен одноименный сквер с образцами военной техники и Аллеей героев. Фактический адрес — ул. Федора Полетаева, д. 15, корп. 1. В сквере обустроена Аллея героев, где установлены 15 памятных плит и заложена капсула времени с посланием будущим поколениям. Также в сквере установлены 6 образцов военной техники: две пушки, макет советской атомной бомбы, танк Т-80Б, бронетранспортер БТР-60ПА и вертолет Ми-8Т — в память о погибших летчиках-участниках боевых действий в Республике Афганистан. В 2019 году сквер имени Федора Полетаева был обновлен по программе создания комфортной городской среды «Мой район». В зоне отдыха появились две дифференцированные по возрастам игровые площадки с комплексами «Кремль» и «Петропавловская крепость». В сквере были обновлены зоны тихого отдыха, спортивная площадка, площадка для выгула собак.